# Katia Tirado
Katia Tirado  (Ciudad de México, 1965) es una artista, actriz y activista de la perforación corporal. Su propuesta artística plantea, desde el cuerpo, discursos híbridos y transdisciplinarios que se desplazan orgánicamente entre el teatro, el performance, la instalación, el video y la fotografía. Su trabajo, en sus palabras, parte del cuerpo y su relación con el espacio y los objetos que lo rodean; en él la naturaleza femenina está presente, cuestionada y constantemente atravesada por tensiones de poder.

## Inicios

### Teatro
Su contacto con el teatro a la temprana edad de ocho años, tras una experiencia en un taller, fue tan revulsivo que el resto de su infancia y juventud se la dedicará por completo. Al respecto Tirado relata: “Pisé el escenario y me volví adicta a él para siempre. Ese juego de simulación, mentira, representación se volvió mi obsesión. Nunca me recuperé de esa experiencia” .
Estudió actuación en el C.T.U. (Centro Universitario de Teatro, UNAM) (1981-1983). Posteriormente, también a inicios de la década de los ochenta, asistió y participó en  talleres, entre ellos el de Hugo Hiriart en el Museo Universitario del Chopo. Participó en Teatro Estudio G, el taller de Juan José Gurrola, y, entre otras obras que él dirigió, Tirado participó en “El deseo atrapado por la cola y las cuatro niñas” en el Teatro del Museo Tamayo para la exposición “Los Picassos de Picasso” (1982). Entre sus maestros también se encuentran Julio Castillo y Rafael Degar.
En la década de los ochenta se desenvuelve en el ámbito teatral, en puestas en escena y montajes en el teatro independiente y universitario. Destaca su colaboración con el ya mencionado Juan José Gurrola, así como David Hevia y Pablo Mandoki.
El teatro es la plataforma desde la que Tirado se ha desplazado a lo largo de su trayectoria: es su contexto de formación, y en ese sentido tendrá distintos posicionamientos frente a él, sea de distanciamiento o cercanía. Durante la década de los ochenta se desempeñó como actriz, sin embargo, sus exploraciones personales la llevaron al final de esta década a distanciarse de él. Sobre esto, Tirado afirma: “(el teatro) era un espacio de jerarquías, de patriarcados, de sometimiento. Se trabajaba con una sola definición estética. No había espacio para más. Era un universo superficial, completamente mitificado, regido por poderes melodramáticos y miserables.”

### Incursiones performáticas
Sus exploraciones influenciadas por la tradición situacionista y las ideas de Guy Debord, la llevan a mudarse a Berlín, Alemania en 1990. Durante los tres años que vivió allí, realizó acciones de manera independiente, con buena recepción crítica, al mostrar su trabajo en lugares del renombre de Kunsthaus Tacheles. Su experiencia como mujer “tercermundista” ocupa su investigación en Alemania, así lo declara ella: “Como no hablaba alemán, pensé que tenía que prescindir de la palabra hablada. Decidí usar mi propia experiencia como mujer, actriz, mestiza, chilanga, tercemundista en el primer mundo como materia prima de mis acciones. Eso me fue llevando cada vez más hacia mi propio cuerpo”.
Antes de volver a México, Tirado pasó un tiempo en San Francisco, California, donde conoció y colaboró con artistas como Annie Sprinkle, Ron Athey y Monte Cazazza. Es en California donde tiene contacto con técnicas modernas de manipulación corporal y Fakirismo, de la mano de Ron Athey y Fakir Mussafar (1993-1994); así, aprenderá técnicas como los tatuajes, perforaciones y suspensiones, las cuales desarrollará como “oficio paralelo” .
En 1994, recién llega a México, es invitada por la curadora mexicana María Guerra a presentar su acción Día 28 en el Tercer Festival Mes del Performance que se llevara a cabo en X´Teresa Arte Alternativo, hoy Ex Teresa Arte Actual.  Con el apoyo de las artistas Lorena Wolffer, entonces directora en X´Teresa y de Hortensia Ramírez, organizadora del Festival, presentó esta pieza que antes mostrara en Tränenpalast Festival Faces & Brains,  Berlín, 1993.
Día 28, que es el primer trabajo de performance que presenta en México, tiene un fuerte componente espacial. En él retoma el ciclo menstrual, pensando el cuerpo como máquina y a la fertilidad “como principio de absoluto poder o absoluta vulnerabilidad, y la metáfora de la vida abortada cíclicamente a tiempo con un reloj cósmico: La Luna" . Las preocupaciones sobre cuerpo-máquina, lo cíclico, el espacio exterior e interior y la naturaleza femenina, presentes en Día 28, la acompañarán en el transcurso de su trabajo artístico.

## Obra

### Selección de su obra
- Día 28 (1994), Tercer Festival mes del Performance, X Teresa Arte Alternativo.
- Jálatela hasta que truene (1995),  Festival Libre Enganche, San Antonio, Texas.
- Exhivilización: Las perras en celo, (1995) Cuarto Festival Internacional de Performance, X´Teresa Arte Alternativo, Museo de Arte Carrillo Gil y Mercado de la Merced (1997)
- Lady Muck and her Burlesque Revue (1996). Cabaret para el Art Performance Festival Now, Nottingham, England, 1996
- Lady Luck (1999), Bar La Perla y Galería Epicentro, Ciudad de México, México.
- La revolución intervenida, o inciertamente insertada en la incertidumbre (1999). Festejos del Milenio, Zócalo de la Ciudad de México, México.
- Vestirse de ojos, Acción en el Metro Pino Suárez, Primer Coloquio Internacional sobre el Gesto Teatral, 2004
- Acerca de Los Zapatos y El Equilibrio (2009). Festival de Performance Open Beijing. China
- Derivas (2009). Museo Universitario del Chopo, Ciudad de México
- Morning Glory (2013). Armería, Colima.
- Instrucciones Bajo La Mesa (2012), Tamaulipas, México 2012
- Melodrama y Rebelión (2012), El Mandil de Mi Mamá, Ciudad de México, México.
- Life Sentence (2013), Museo Universitario del Chopo, Festival de la Diversidad Sexual.
- Panfleto Melodramático Para Una Educación Chamanizada (2013). Campo de tiro, 9 Tamaulipas, México.
- Microscopias Nacionales (2013). Mazatlán, Sinaloa.
- Desde el aire (2013), en colaboración con Kabaret Kaput. Ex Teresa Arte Actual, México D.F. 2013
- She Guevara The Mistery of The Melodrom (2012-2013). Austria México.